# Amaia Alvarez Uria
Amaia Álvarez Uría (1978) es una escritora, investigadora, profesora y crítica literaria feminista vasca.
Amaia Alvarez Uria es licenciada en Filología Vasca por la Universidad del País Vasco y doctora en literatura, con una tesis sobre Género e identidades nacionales en las obras de Katalina Eleizegi.

### Trayectoria profesional
Es profesora en la Universidad del País Vasco. Imparte las siguientes materias en euskera en el grado de infantil y en el máster de educación secundaria: "Desarrollo de habilidades comunicativas II", "Teatro y dramatización infantil", y "Didáctica de la literatura". Es coordinadora de preescolar y miembro del grupo de investigación IKHEZI. Los temas que aborda en sus publicaciones están relacionados con la educación, la comunicación, el discurso, el lenguaje, la literatura, el teatro y el género. Como crítica literaria ha participado en medios vascos informando sobre libros y escritoras, además de reflexionar sobre el lenguaje, el cuerpo, el deseo y la identidad desde una perspectiva feminista en la literatura: Argia, enciclopedia Auñamendi  y otras como conferencias, mesas redondas o congresos.
Es miembro del grupo Sareinak y Josune Muñoz, Iratxe Retolaza y Gema Lasarte escriben junto a ella en su blog. Tienen como objetivos principales los temas de mujer y literatura: conectar la literatura y el feminismo a través de internet, dar publicidad a las obras de escritoras, y facilitar las herramientas, teorías y metodologías para poder leer la literatura de una manera diferente.

En lo que al teatro para adultos se refiere, cuando vivía en Bilbao realizó teatro de calle en el grupo Utopía antes de crear el espacio artístico multidisciplinar Mina Espazioa, y enseñó Mimetismo y Expresión Corporal en la escuela Urtxintxa.
"Empecé a buscar escritoras en la literatura vasca, porque, como decía, para conocer el presente, hay que conocer el pasado". Amaia Álvarez Uría.

## Obra
Ha escrito numerosos artículos y ha colaborado en diversas obras colectivas. Entre sus trabajos se encuentran algunos referidos a Katalina Eleizegi, escritora y dramaturga donostiarra.

### Colaboraciones en obras colectivas
- 2013. Genero-ariketak. Feminismoaren subjektuak.[16]
- 2014. Irakaslegaiak ahozko gaitasunetan prestatzen: estrategia komunikatiboak eta trebetasun sozialak.[17]
- 2014. Gorputza eta desira euskal emakume idazle garaikideen lanetako ahots subalternoetan eta bitarteko espazio identitarioetan.[18]
- 2014. Bestearen irudikapen literarioak euskal literatura kanoniko garaikidean: Irene Atxaga eta Miren Saizarbitoria.[19]
- 2014. Lau katu dira? Gorputza eta desira euskal emakume idazle garaikideen lanetako ahots subalternoetan eta bitarteko espazio identitarioetan.[20]
- 2018. Crossing centuries, crossing words (1804-1920): Women, basque society, and the struggle for the public sphere.[21]
- 2018. Katalina Eleizegiren argazkiak.[22]
- 2018. As mulleres como axentes literarias na LIX do século XXI.[23]
- 2023. Mariokerrak. Nola esan/izan bollera euskaraz.[24][25]